# Maurilia obscura
Maurilia obscura är en fjärilsart som beskrevs av Emilio Berio 1966/67. Maurilia obscura ingår i släktet Maurilia och familjen trågspinnare. Inga underarter finns listade i Catalogue of Life.